# 羅西 (紐約州)
羅西（英語：Rossie）是一個位於美國紐約州聖羅倫斯縣的鎮。

## 人口
根據2020年美國人口普查的數據，羅西的面積為101.64平方千米，當中陸地面積為97.88平方千米，而水域面積為3.76平方千米。當地共有人口799人，而人口密度為每平方千米8人。